# Darren Appleton
Pour les articles homonymes, voir Appleton.
 (juillet 2017).
Si vous disposez d'ouvrages ou d'articles de référence ou si vous connaissez des sites web de qualité traitant du thème abordé ici, merci de compléter l'article en donnant les références utiles à sa vérifiabilité et en les liant à la section « Notes et références ».
Darren Lee Appleton (né le 8 février 1976) est un joueur anglais de billard.